# سکسینت
سکسینت (به انگلیسی: SEXINT) به معنی عمل نظارت و/یا یافتن ترجیحات پورنوگرافیک کابران اینترنت برای استفاده اطلاعاتی در آینده برای باج‌گیری از آنان است. این تکواژ چندوجهی پدید آمده از ترکیب دو واژه Sex (به معنی آمیزش جنسی در انسان) و Intelligence (به معنی اطلاعات) است. نخستین‌بار این واژه را اداره‌کننده آزادی‌های مدنی، جنیفر گرانیک در مرکز اینترنت و جامعه استنفورد بکار برد.

## استفاده‌ها
گزاره سکسینت نخستین‌بار به صورت ویژه برای اشاره به کارهای یکی از اعضای فایو آیز، به نام آژانس امنیت ملی ایالات متحده آمریکا بکار رفت. مشخص نیست که در مقایسه با دیگر ابتکارعمل‌های اعضای فایو آیز مانند اپتیک نرو یا ایکس‌کی‌اسکور، چندبار و با چه روش‌هایی از این برنامه‌ها استفاده شده‌است.
یک سند فاش‌شده آژانس امنیت ملی در اکتبر ۲۰۱۲ نشان داد که شش نفر، همگی مسلمان، که آن سند آنها را «رادیکال‌کننده» می‌خواند هدف احتمالی این روش بوده‌اند. این سند، هیچ‌یک از شش هدف را به همکاری در برنامه‌های تروریستی متهم نمی‌کند اما می‌گوید که «آژانس امنیت ملی باور دارد این افراد، با بیان ایده‌های بحث‌برانگیز در یوتیوب، فیس‌بوک، و دیگر وبگاه‌های رسانه‌های اجتماعی، مردم را رادیکال می‌کنند».